# Imponibile
Per imponibile, o nella dizione estesa base imponibile, si intende il valore sul quale si applica l'aliquota per determinare l'imposta o il contributo dovuti. Nelle imposte dirette, l'imponibile è costituito dal reddito lordo della persona fisica o giuridica al quale sono state sottratte le deduzioni e le riduzioni previste; nelle imposte indirette è dato dal valore della cessione e della prestazione del servizio per l'IVA, dal valore del bene o del diritto trasferito per l'imposta di registro.
In Italia la norma fondamentale in materia di tassazione, e quindi di determinazione della base imponibile, è l'articolo 23 Costituzione:
(Articolo 23 della Costituzione della Repubblica Italiana)

## Determinazione dell'imponibile
È funzione:
- del tipo di imposta (IRPEF, IVA, IRAP, TOSAP, TARSU, ICI ecc.) o contributo (INPS, INAIL, ecc.) da calcolare
- dell'ambito specifico di riferimento (acquisto, retribuzione, consumo, movimentazione finanziaria, ecc.)

con regole anche relativamente complesse.
In ambito retribuzioni da lavoro subordinato o parasubordinato, ad esempio, si può notare la maggiore complessità e il fatto che per ciascun tipo di imposta e contributo viene determinato uno specifico imponibile. Ciò è dovuto al fatto che le voci elementari che concorrono all'ammontare delle retribuzioni possono essere molte (anche una ventina) e che per ciascuna sono previste regole di esclusione o inclusione (a volte anche parziale) da ognuno dei vari imponibili.

## Base imponibile imposte dirette
IRPEF e IRES costituiscono il principale sistema d'imposizione sui redditi. Sono disciplinate dal Testo unico delle imposte sui redditi (TUIR), approvato con D.P.R. 22 dicembre 1986, n. 917 e successive modificazioni.
Anche se rappresenta la fonte di ricchezza per eccellenza, il reddito, oggetto del prelievo attuato tramite IRPEF e IRES, non è definito esplicitamente nell'ordinamento italiano.
Il TUIR, infatti, individua il presupposto di entrambi i tributi nel possesso di redditi in denaro o in natura, ma non lo qualifica: all'art. 6 TUIR viene genericamente fatto riferimento alle categorie di redditi imponibili, cioè: 
- i redditi fondiari;
- i redditi di capitale;
- i redditi di lavoro dipendente;
- i redditi di lavoro autonomo;
- i redditi di impresa;
- i redditi diversi.

Pertanto non tutti i redditi sono tassabili, ma solo quelli elencati all'art. 6 TUIR. Elenco che è tassativo, con conseguente esclusione da prelievo di tutte le fattispecie reddituali non menzionate dalla norma. Il sistema di imposizione reddituale italiano si può pertanto definire come un sistema chiuso.
Da questa prima analisi si ricava l'importanza della categorizzazione dei redditi per la determinazione della base imponibile. Categorizzazione che costituisce conseguenza diretta della norma di cui all'art. 23 Cost., in forza della quale un incremento di ricchezza è tassabile solo se la legge lo prevede espressamente.
Va inoltre aggiunto che non tutte le somme che un soggetto acquisisce diventano reddito, e come tale vengono sottoposte a tassazione. É il caso dei risarcimenti danni, che non sono (salvo casi specifici) soggetti a tassazione. Per comprendere ciò è necessario distinguere tra proventi di natura reddituale e proventi di origine patrimoniale: solo i primi generano arricchimento, che è presupposto dell'imposizione, e vengono definiti come reddito fiscale. Tale principio è sancito dall'art. 6, comma 2, TUIR, ai sensi del quale devono essere ricondotte a tassazione le indennità incassate a titolo risarcitorio solo qualora abbiano una funzione sostitutiva o integrativa del reddito del percipiente: sono imponibili le somme corrisposte al fine di sostituire mancati guadagni (lucro cessante) del soggetto danneggiato; per contro, non assumono rilevanza reddituale, e non sono quindi tassabili, le indennità o risarcimenti destinati ad reintegrare il patrimonio o a risarcire la perdita economica subita.

### Imposta sul reddito delle persone fisiche (IRPEF)
L'imposta sul reddito delle persone fisiche (IRPEF) è l'imposta che grava sulle persone fisiche ed è disciplinata dagli artt. 1-71 del TUIR. Per definire la base imponibile IRPEF, al netto della qualificazione di reddito fiscale ex art. 6 TUIR, vanno distinti:
- imponibile lordo o reddito complessivo: è l'importo dal quale dovranno essere sottratte, prima di calcolare l'imposta dovuta, gli eventuali oneri deducibili (es. contributi INPS e contributi a previdenze complementari, assegno da versare al coniuge, spese mediche per disabili; contributi per collaboratori domestici, ecc.);
- imponibile netto o reddito imponibile: risultante della differenza tra imponibile lordo e deduzioni; su questo valore viene calcolata l'imposta.

All'imponibile netto vanno applicate le aliquote IRPEF, ricavando l'imposta lorda. A questa devono poi essere sottratte le detrazioni, ottenendo l'imposta netta.
Esempio:
- Imponibile lordo := 100
- Deduzioni := 20
- Imponibile netto = (100 - 20) = 80
- Aliquota da applicare := 23%
- Imposta = 80 * 0,23 = 18,4

### Imposta sul reddito delle società (IRES)
L'imposta sul reddito delle società (IRES) è l'imposta gravante sui profitti delle società ed è disciplinata dagli artt. 72-161 TUIR. Per determinare la base imponibile (o reddito fiscale) di questa imposta occorre distinguere tra i soggetti passivi che ne sono gravati:
Società ed enti commercialiPer determinare il reddito d’impresa delle società e degli enti commerciali si parte dall'utile o dalla perdita risultante dal bilancio. All’utile (o perdita) indicato nel bilancio è necessario apportare, in fase di compilazione della dichiarazione, le variazioni in aumento o in diminuzione previste dalla normativa fiscale per gli elementi attivi e passivi del reddito d’impresa. La base imponibile coincide quindi con il reddito complessivo, non essendo previsti oneri deducibili.
Enti non commercialiPer gli enti non commerciali, il reddito complessivo è formato dalla somma dei redditi fondiari, di capitale, di impresa e dei redditi diversi, ovunque prodotti e qualunque sia la destinazione, ad esclusione di quelli esenti e di quelli soggetti a ritenuta alla fonte a titolo di imposta o ad imposta sostitutiva. La base imponibile del reddito complessivo si determina, quindi, sommando le singole categorie di reddito. Per definire la base imponibile si seguono pertanto le norme previste in materia IRPEF per le persone fisiche.
Società ed enti commerciali di ogni tipo, con o senza personalità giuridicaPer tali società ed enti, il reddito complessivo è formato soltanto dai redditi prodotti in Italia; sono esclusi i redditi esenti da imposta e quelli soggetti a ritenuta alla fonte a titolo di imposta o ad imposta sostitutiva. La base imponibile si determina come somma dei redditi delle diverse categorie reddituali, tra cui il reddito d’impresa prodotto tramite stabile organizzazione in Italia.

## Base imponibile imposte indirette
Le imposte indirette colpiscono gli atti di produzione, di scambio e di consumo dei beni e dei servizi con i quali il soggetto manifesta implicitamente la propria capacità contributiva, utilizzando e/o trasferendo il proprio reddito e patrimonio.
La base imponibile non è dunque il reddito come nelle imposte dirette, ma un fatto (acquisto, trasferimento o scambio) indicativo di ricchezza e a cui l'ordinamento tributario attribuisce rilevanza giuridica. 

### IVA
L'imposta sul valore aggiunto (IVA) è un’imposta generale sui consumi di origine comunitaria, istituita con le Direttive CEE 11 aprile 1967, n.67/227 e n.67/228 e introdotta in Italia dal D.P.R. 26 ottobre 1972, n. 633. Con tali direttive è stato in particolare deciso di introdurre quale forma di tassazione dei consumi un'imposta generale che colpisse soltanto il maggior valore prodotto in ciascuna fase del processo produttivo, qualificato sulla base del prezzo chiesto al consumatore per i beni o i servizi offerti, indipendentemente dalle attività e operazioni propedeutiche alla loro realizzazione e quindi utile per evitare disparità di trattamento e forme di concorrenza sleale che sarebbero scaturite se si fosse tenuto in considerazione il processo di produzione del bene o servizio. In definitiva, però, a causa di tale impostazione il peso dell’imposta grava sui consumatori finali che acquistano prodotti per uso privato, quindi al di fuori di un’attività diretta a produrre reddito, come invece avviene per le imposte dirette.
Le operazioni che sono soggette all’IVA sono:
- cessioni di beni e prestazioni di servizi effettuate a titolo oneroso nel territorio di uno stato membro;
- acquisti intracomunitari di beni effettuati a titolo oneroso nel territorio di uno Stato membro;
- le importazioni di beni.

La base imponibile dell’IVA è data da tutti quegli elementi che hanno generato un valore aggiunto dalla vendita di un bene o dalla prestazione di un servizio: stante il carattere generale dell'imposta, sono soggette ad IVA tendenzialmente tutte le operazioni effettuate a titolo oneroso. 
La base imponibile è direttamente collegata al momento di emissione della fattura: antecedentemente non può dirsi realizzata alcuna operazione che incida sulla sfera di applicazione del tributo e, qualora detto momento non si verifichi, l'attività anteriore rimane fiscalmente priva di rilievo.

## La plausibilità dell'imponibile
È convincimento diffuso che in Italia gran parte delle imposte sottratte al fisco si celino nei redditi da lavoro autonomo e della piccola impresa, in particolare nel settore dei servizi. Il convincimento si basa sul diverso sistema impositivo per il reddito da lavoro dipendente (con il datore di lavoro che agisce come sostituto d'imposta), da un lato, e sulle buone possibilità (per il loro numero relativamente ridotto) di controllare le medie e grandi imprese, dall’altro. "I principi per una determinazione plausibile e accertabile dell’imponibile del lavoro autonomo e della piccola impresa non trovano fondamento nella teoria, essendo la tradizione della scienza delle finanze più orientata verso lo studio della determinazione del reddito della grande impresa. Limitate sono altresì le possibilità pratiche di ostacolare il processo di evasione attraverso la verifica sistematica della contabilità, visto il numero elevato dei lavoratori autonomi (i 5-6 milioni di partite IVA). E vi sono problemi di ordine politico, considerato che il lavoro autonomo rappresenta un bacino di voti molto significativo e naturalmente sensibile a un occhio del fisco che scruti con troppa insistenza. La soluzione a questi tre problemi, soprattutto a quello politico, deve essere ancora in buona parte trovata".